# Pekka Salminen
Pekka Ilmari Salminen (* 3. Juni 1981 in Joroinen) ist ein ehemaliger finnischer Skispringer.

## Werdegang
Salminen startete seit 1987 bei Schüler- und Juniorenwettbewerben. Bei der Juniorenweltmeisterschaft 1998 in St. Moritz konnte er mit dem Team die Bronzemedaille gewinnen. Darauf wurde er bei den Springen in Lahti und Kuopio erstmals im Weltcup eingesetzt, konnte sich jedoch nicht durchsetzen. Nachdem er bei der diesmal in Saalfelden ausgetragenen Juniorenweltmeisterschaft 1999 wieder mit dem Team den zweiten Platz belegen konnte, wurde er im März 1999 wieder bei den Weltcups in Kuopio und Lahti eingesetzt. Dabei konnte er mit einem 27. Platz in Kuopio erstmals Weltcuppunkte erringen, 2 Tage später in Lahti konnte er als Achter sogar unter die besten 10 springen. Darauf nahm er an den verbleibenden Weltcups bis zum Saisonende teil, belegte jedoch nur hintere Platzierungen. Im Sommer 1999 nahm er an den Mattenspringen des Sommer Grand Prix teil und konnte seine Leistung so steigern, dass er den 17. Platz in der Gesamtwertung belegte. In der Saison 1999/2000 nahm er durchgehend am Weltcup teil und konnte einerseits zwar mehrere Plätze unter den besten Fünfzehn belegen, schied andererseits auch öfter bereits nach dem ersten Durchgang aus. Im Sommer 2000 nahm er wieder Sommer Grand Prix teil. Ein sechster Platz in Hinterzarten war dabei sein bestes Ergebnis. Zu Beginn der Weltcupsaison 2000/01 trat er bei den in Kuopio ausgetragenen Auftaktspringen an und konnte zwei 30. Plätze belegen. Danach trat er für den Rest der Saison und auch im Sommer 2001 bei keinem Springen an. Im Winter 2001/02 trat Salminen wieder an, wechselte jedoch zwischen Weltcup und dem Continental Cup (COC) hin und her. Während er im COC vordere Platzierungen belegte und sogar einen Sieg feiern konnte, blieb er im Weltcup weitgehend erfolglos und verpasste zumeist den zweiten Durchgang. Allerdings konnte er bei einem Teamwettbewerb in Sapporo mit dem dritten Platz auch einen Podestplatz im Weltcup erreichen. Zu Beginn der Saison 2002/03 startete er wieder im Continental Cup, wechselte jedoch, nachdem er gute Leistungen zeigen konnte, Ende Januar in den Weltcup. An diesem nahm er bis zum Saisonende teil, kämpfte jedoch stets um den Einzug in den zweiten Durchgang. Im Sommer 2003 nahm er an zwei COC-Sommerspringen in Trondheim teil, bei denen er sich unter den besten Fünf platzieren konnte. Im Winter 2003/04 nahm er hauptsächlich am Continental Cups teil, bekam jedoch auch Einsätze bei einigen Weltcups. Obwohl er bei den COC-Sommerspringen 2004 durchwachsene Leistungen zeigte, trat er zum Auftakt der Saison 2004/05 in Weltcup an. Nachdem er bei den Springen in Kuusamo einen 26. und einen 33. Platz errungen hatte, brach er sich am 1. Dezember 2004 bei einem Trainingssturz in Kuopio den linken Oberschenkelknochen. Im März 2005 wurde bekannt, dass bei dem Sturz auch sein Knie verletzt wurde, weshalb eine weitere Operation notwendig war. Im Dezember 2005 trat er wieder im Continental Cup an, konnte jedoch nur hintere Plätze belegen. Daraufhin trat er bei zwei Springen des drittklassigen FIS-Cups an. Nachdem er auch bei diesen nicht überzeugen konnte, beendete er die Saison vorzeitig. Zu Beginn der Saison 2006/07 trat er mit mäßigem Erfolg wieder bei einigen Continental Cups an. Nachdem er im Januar 2007 bei der Universiade in Pragelato gestartet war, und von der Großschanze den 15. Platz belegen konnte, beendete er seine aktive Karriere.
Seit Beginn der Saison 2008/09 ist er als Skitechniker für das finnische Weltcupteam aktiv.

## Erfolge

### Continental-Cup-Siege im Einzel
| Nr. | Datum           | Ort           | Typ           |
| --- | --------------- | ------------- | ------------- |
| 1.  | 29. Januar 1999 | Reit im Winkl | Normalschanze |
| 2.  | 13. Januar 2002 | Bischofshofen | Großschanze   |
| 3.  | 1. Februar 2004 | Brotterode    | Normalschanze |

## Statistik

### Weltcup-Platzierungen
| Saison  | Platz | Punkte |
| ------- | ----- | ------ |
| 1998/99 | 53.   | 37     |
| 1999/00 | 39.   | 81     |
| 2000/01 | 79.   | 02     |
| 2001/02 | 77.   | 05     |
| 2002/03 | 73.   | 06     |
| 2003/04 | 72.   | 05     |
| 2004/05 | 80.   | 05     |